# پرستوی حرا
پرستوی حرا (نام علمی: Tachycineta albilinea) نام یک گونه از سرده پرستوهای تندروپر است.